# Chilobrachys fumosus
Chilobrachys fumosus är en spindelart som först beskrevs av Pocock 1895.  Chilobrachys fumosus ingår i släktet Chilobrachys och familjen fågelspindlar. Inga underarter finns listade i Catalogue of Life.